# La Légende des sept vampires d'or
Série
Dracula vit toujours à Londres
(1973)
Pour plus de détails, voir Fiche technique et Distribution.
La Légende des sept vampires d'or (The Legend of the 7 Golden Vampires) est un film britannico-hongkongais réalisé par Roy Ward Baker, sorti en 1974. C'est le neuvième film et dernier de la saga Dracula produite par le firme Hammer Films. Il est précédé de Dracula vit toujours à Londres dont l'action se situait pourtant plus d'un demi-siècle plus tard.

## Synopsis
1804, Le comte Dracula reçoit la visite de Kah, un tyran chinois, venu lui demander de l'aider. Dracula préfère prendre la place de Kah et part en Chine pour y faire régner la terreur. Il est aidé dans sa tâche par sept vampires chinois. Un siècle plus tard, un descendant d'Abraham Van Helsing est en Chine pour enquêter sur la légende des sept vampires d’or. Il y rencontre un jeune chinois accompagné de ses six frères et de sa sœur, tous maîtres d'un art martial, qui luttent pour mettre fin à la tyrannie des sept vampires...

## Fiche technique
- Titre français : La Légende des sept vampires d'or
- Titre original : The Legend of the 7 Golden Vampires
- Réalisation : Roy Ward Baker
- Scénario : Don Houghton
- Musique : James Bernard
- Photographie : Roy Ford & John Wilcox
- Montage : Chris Barnes
- Production : Don Houghton & Vee King Shaw
- Sociétés de production : Hammer Films & Shaw Brothers
- Société de distribution : Columbia-Warner Distributors
- Pays :  Royaume-Uni,  Hong Kong
- Langue : Anglais, Mandarin
- Format : Couleur - Mono - 35 mm - 2.35:1
- Genre : Fantastique, Arts martiaux
- Durée : 84 min

## Distribution
- Peter Cushing (VF : Georges Riquier) : Lawrence Van Helsing
- Robin Stewart (VF : Bernard Tiphaine) : Leyland Van Helsing
- Julie Ege (VF : Tania Torrens) : Vanessa Buren
- David Chiang (VF : Michel Bedetti) : Hsi Ching
- Shih Szu : Hsi Mai Kwei
- John Forbes-Robertson : Comte Dracula
- Robert Hanna (VF : Jacques Thébault) : Le consul britannique
- Chan Shen : Kah
- Liu Hui-ling : une amie de Vanessa
- Liu Chia-yung : un des sept frères

## Production
Les 7 Vampires d'or met définitivement fin à la série des films de vampires produite par les Studios Hammer sans pour autant constituer une véritable suite des aventures de Dracula précédemment sorties en 1973 (Dracula vit toujours à Londres).
Très inattendu mélange de genres, ce titre brasse avec une certaine audace des éléments d'épouvante et de kung fu. Résultat d'une éphémère association de la déclinante maison de production anglaise Hammer avec la mythique Shaw Brothers de Hong Kong, il tente de séduire un public de plus en plus féru d'arts martiaux au début des années 1970, tout en exploitant une veine fantastique en fin de parcours.
Le comédien Christopher Lee, qui avait juré ne plus jamais réitérer sa prestation du vampire à partir de Dracula vit toujours à Londres (1973), est ici remplacé par John Forbes-Robertson, lui ressemblant assez peu. Réduit à de très furtives apparitions en début et fin de film, ce dernier n'affecte guère le reste de la production qui, au demeurant, opte très vite pour un changement radical de décor et de ton : la tradition du cinéma populaire hong-kongais prend alors le pas sur l'esthétique gothique qui avait jusque-là caractérisé la saga des Dracula. L'anthropologue armé de crucifix Van Helsing se laisse, en outre, voler la vedette par une horde de judoka voltigeant, ce qui ne manqua pas de dérouter le public et la critique.
D'une certaine manière pourtant, ce qui était apparu à l'époque comme un hasardeux amalgame de genres constitue, aujourd'hui, l'avant-garde d'un style qui fera école une dizaine d'années plus tard : la comédie fantastique sur fond de kung fu, telle que celle conçue par Sammo Hung (Encounters of the Spooky Kind, Mr. Vampire).
Une seule autre coproduction naîtra de la rencontre des studios Hammer et Shaw Brothers : Un dénommé Mister Shatter (1974), plutôt versée dans le polar, et signée par le producteur Michael Carreras (bien que commencée par Monte Hellman).
Tandis que la compagnie hong-kongaise poursuivra sa prolifique carrière jusqu'au début des années 2000, les studios britanniques continueront leur déclin jusqu'au milieu des années 1980, avec deux autres films pour le cinéma et deux anthologies fantastiques télévisées sans lendemain. Ils ne reviendront sur le devant de la scène qu'en 2012 avec La Dame en noir

## Piste sonore
Une version audio narrée par le comédien Peter Cushing et éditée sur disque vinyle accompagnera la sortie du film en 1974. Une piste sonore de ce disque sera ultérieurement incluse dans le DVD sorti aux États-Unis au début des années 2000 chez les éditions Anchor Bay.

## Autres versions
Aux États-Unis, c'est une version remontée de 75 minutes et sortie sous le titre The Seven Brothers Meet Dracula qui sera exploitée. Cette version, dans laquelle plusieurs scènes de violence ou de nudité figurent à plusieurs reprises afin de maximiser l'intérêt d'un public considéré comme amateur de sang et de seins nus, apparaîtra en bonus du DVD américain édité par Anchor Bay au début des années 2000.

## Projets avortés
Une suite des 7 Vampires d'or baptisée Kali, the Devil Bride of Dracula fut évoquée : écrite par Anthony Hinds et mettant en scène Dracula et la déesse Kâlî, elle devait être tournée en Inde afin d'utiliser des fonds de la Warner bloqués dans le pays en raison de sa politique fiscale ; cette dernière ayant évolué, la Warner perdit tout intérêt pour le projet qui fut donc abandonné.
Une dernière rumeur se propagea que Dracula serait bientôt confronté à Sherlock Holmes et le prêtre sataniste Mocata de Les Vierges de Satan (1969), dans un projet non abouti réunissant Christopher Lee, Peter Cushing, Vincent Price et Jack Palance. Toujours selon cette rumeur, la direction devait en être confiée à Terence Fisher. Mais  la véracité de cette annonce, fantaisiste ou non, ne fut jamais clairement établie.

## Récompenses et nominations
Le film a été en compétition lors du Festival international du film fantastique d'Avoriaz 1975.

## DVD
- France :

- La Légende des sept vampires d'or (DVD-5 Keep Case) sorti le 20 octobre 2004 édité par Warner Bros et distribué par Warner Home Vidéo France. Le ratio image est en 2.35:1 panoramique 16:9. L'audio est en français, anglais et allemand 2.0 mono. Les sous-titres sont en français, anglais, allemands, finnois, suédois, grecs, néerlandais, arabes, hongrois, turcs, anglais et allemands pour sourds et malentendants. Pas de bonus. La durée du film est de 85 minutes. Il s'agit d'une édition Zone 2 Pal .